# SENDAQ
SENDAQ（せんだっく）とは、1990年代に、日本の宮城県仙台市に米国のNASDAQ市場をモデルとして設立することが検討された店頭株式市場のことである。市場は、東北地方に拠点を置く企業の株式を中心に取引を行えるようにし、コンピュータを介した24時間取引の実現により、国内外の投資家に幅広く取引に参入することを目論んでいた。

## 脚註
1. 1 2  『電子媒体を使った証券市場構想　SENDAQ構想研究会座長･東北大学教授　西沢昭夫』（日本経済新聞　1997年7月21日朝刊）
2. ↑  『ベンチャー企業の資金調達　店頭市場への積極的アプローチ　地方証券取引所は必要か』（編著：東北産業活性化センター　出版：日本地域社会研究所）